# Martin Kačur
Martin Kačur. Življenjepis idealista je roman Ivana Cankarja iz leta 1905, objavljen pa je bil leta 1907. Po romanu je bil posnet tudi slovenski film Idealist.

## Vsebina
Martin Kačur je bil učitelj, premeščen iz Kotline v Zapolje, saj se je sprl z županom. Na poti je srečal zdravnika Brinarja, ki mu je dal napotke, kako naj se obnaša v Zapolju. Ko je prišel v Zapolje, mu tamkajšnji župan, ki je bil narodnjak, povedal, kako je treba po njegovem mnenju vzgajati mladino. Sprejel ga je tudi župnik, ki mu je povedal, da je še mlad, prazen list, in da bodo videli, kaj bo napisal nanj. Kačur se je zaljubil v krčmarjevo hčer Minko in je hodil k njej v Bistro. Gospodinja je Kačurja svarila pred Minko, češ da imata z materjo vsakega za norca. Tudi zdravnik Brinar ga je svaril, naj ne hodi v Bistro, vendar Kačur ni poslušal. V gostilni Mantova je hotel ustanoviti bralno in izobraževalno društvo, vendar se njegov shod ni posrečil. Zdravnik mu je rekel, da je idealist, Kačur pa je moral oditi iz Zapolja. Premestili so ga v Blatni Dol, kjer mu je župan povedal, da ne bo imel veliko dela. Župnik ga je predstavil v cerkvi, hkrati pa mu povedal, da naj si s šolo ne dela preveč skrbi in truda. Prebivalce Blatnega Dola je imenoval bebci in razbojniki. Kačur se je v Blatnem Dolu hotel pozabavati s krčmarjevo rejenko Tončko, na koncu pa se je poročil z njo, čeprav do nje ni gojil globljih čustev, kar je potožil tovarišu, učitelju Ferjanu. Kačur na poroki ni bil vesel in je predčasno odšel s slavja ter nevesto pustil samo, ki ji je družbo delal Ferjan. Čez čas sta dobila otroka, Kačur se je vdajal pijači, se prepiral in pretepal ženo ter izgubil službo. Nove službe ni dobil, zato ni mogel skrbeti za družino. Čez nekaj let se Kačur z družino (sin Tone je star 10 let, hči Francka 7 in najmlajši Lojze 3 leta) preselil v Laze, kjer je dobil službo. Družina je bila slabo oblečena, Kačur je bil postaran, vendar je bil navdušen nad krajem. Prepričan je bil, da bosta z ženo imela tam novo življenje in da vse bo drugače. Srečal se je z županom, zelo previdno se mu je predstavil in obljubil, da bo svoje delo dobro izpolnjeval. Tone in Francka sta se Kačurja ogibala, le Lojze ga je imel rad. Ferjan je postal nadučitelj v Lazah, nad čimer je bil Kačur zelo presenečen. Tončka je postala hladna do Kačurja. Uredila se je in odšla v čitalnico na ples, kamor je prišel tudi Kačur. Sprl se je s Ferjanom, ki mu je povedal, da je na njegovi poroki plesal z njegovo ženo in jo poljubil. Kačur je bil razočaran, umrl mu bolan Lojze, zato je bil ves na tleh. Tončka je imela druge moške, česar pred njim ni skrivala. Kačur je odšel, taval in na koncu šel v gostilno, kjer je zapijal svojo žalost. 

## Interpretacija
Kačur je propadli izobraženec, ki hoče v nepravih časih prosvetljevati neizobraženo slovensko ljudstvo. Propade v osebnem in poklicnem življenju. Na začetku je idealist, potem pa njegova volja z vedno večjim razočaranji vedno bolj pada, dokler popolnoma ne upade. Lahko rečemo, da so ga ubile družbene razmere in avtoritete, kakršne najbolj ponazarja Blatni Dol. Po drugi strani pa je za svoj propad kriv sam, ker se je odrekel svojim idealom in se je v svojem erotičnem življenju spustil na raven gole telesnosti.

Roman sestavljajo trije deli, vsak od njih ima tri poglavja. Zunanja zgradba je torej simetrična. Zgodba se odvija v časovnem zaporedju – sintetično – vendar ni sklenjena, saj med posameznimi deli poglavji obstajajo daljši in krajši časovni presledki. Čas Kačurjevega bivanja v posameznih krajih je različen: v Zapolju živi pol leta, v Blatnem Dolu dobrih enajst let in v Lazih osem let.

## Vir
- Ivan Cankar. Martin Kačur. Ljubljana: Mladinska knjiga, 1978 (Zbirka Petdeset najlepših po izboru bralcev).

 Portal:Literatura